# Система национальных троп США

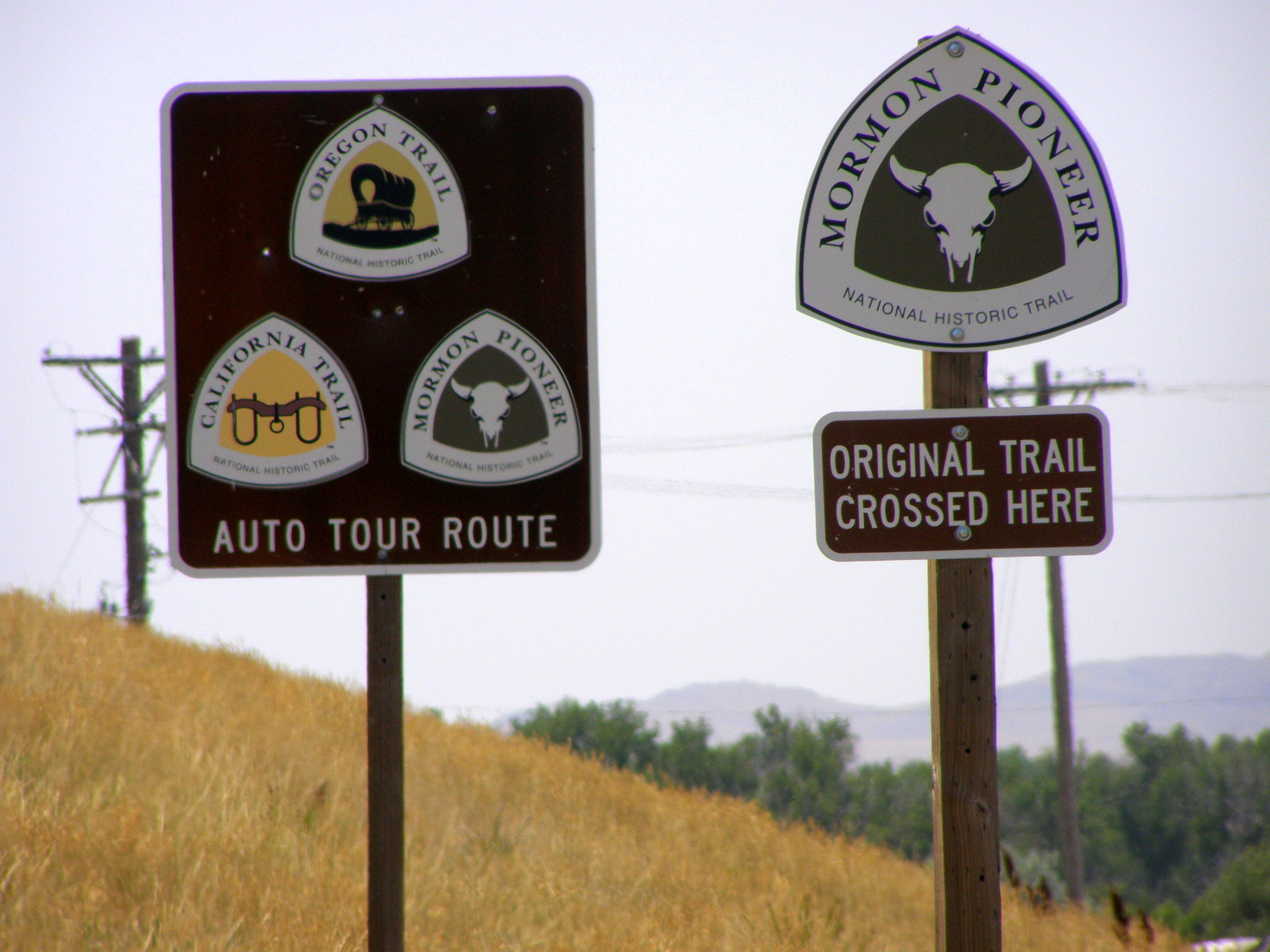
Знаки, обозначающие исторические и живописные маршруты США

Система национальных троп США (англ. National Trails System) — система туристических маршрутов США, учреждённая Актом Pub.L. 90–543, 82 Stat. 919 от 2 октября 1968 года и закреплённая параграфом 1241 (и последующими) в разделе 16 Кодекса США. Акт учредил серию Национальных троп, чтобы развить идею «сохранения, предоставления общественного доступа, возможности путешествия, восхищения и уважения к находящимся на открытой местности территориям и историческим ресурсам Нации». Акт выделил три типа троп: Национальные живописные тропы, Национальные рекреационные тропы и связующие тропы (англ. connecting-and-side trails). Первыми национальными живописными тропами стали Аппалачская тропа и Маршрут тихоокеанского хребта, также было рекомендовано изучить ещё 14 троп на предмет включения в Акт.
При создании данного федерального закона О системе национальных троп США активное участие приняли члены The Wilderness Society при поддержке министра внутренних дел США Стюарта Ли Юдалла.
В 1978 году после серии исследований была образована четвёртая категория — Национальная историческая тропа. С 1968 года на предмет включения в систему были изучены свыше 40 троп, из них 21 была включена в систему. Сегодня Система национальных троп насчитывает 30 живописных и исторических троп, а также свыше 1000 рекреационных и две связующих. Общая их протяжённость насчитывает более 80 тысяч километров. Национальные тропы используются не только в сфере пешеходного туризма, но и для верховой езды, езды на горных велосипедах и кемпинга.
Как и тропы большой протяжённости, каждая национальная тропа США управляется федеральным агентством — Бюро управления землёй, Лесная служба США или Служба национальных парков США (две управляются совместно Бюро и Службой национальных парков). Эти федеральные агентства занимаются охраной природных объектов и ресурсов, сотрудничая с государственными и частными землевладельцами, представителями правительственных учреждений и организациями, обладающими доверительной собственностью. В отношении троп все официальные решения принимают Министр внутренних дел США и Министр сельского хозяйства США, действия Конгресса при этом не являются обязательными. Также все национальные тропы поддерживаются частными некоммерческими организациями, сотрудничающими  с федеральными агентствами в рамках Партнёрства для Системы национальных троп (англ. Partnership for the National Trails System / PNTS).
Акт кодифицирован в Кодексе США в параграфах 1241—1251. Последняя редакция в акт вносилась 18 октября 2004 года.

## Национальные живописные тропы
Национальные живописные тропы были созданы с целью предоставить доступ к «захватывающей природной красоте и стремление к здоровому отдыху на природе». Система национальных живописных троп позволяет воочию увидеть такие природные достопримечательности США, как горы Аппалачи на востоке и Скалистые горы на западе, южные болота Флориды и северные леса от Нью-Йорка до Северной Дакоты, а также разнообразные пейзажи Аризоны. В эту категорию включены 11 туристических троп:
| - Аппалачская тропа - Аризонская тропа - Континентальная водораздельная тропа - Флоридская тропа - Тропа ледникового периода - Тропа Натчез-трейс | - Тропа Новой Англии - Тропа Норт-Кантри - Маршрут тихоокеанского хребта - Северо-западная тихоокеанская тропа - Тропа наследия Потомака |

## Национальные исторические тропы
Национальные исторические тропы предназначены хранить историческую память США вне зависимости от того, где разворачивались события. Так, тропы располагаются в местах экспедиции Хуана Баутисты де Анса (Калифорния), сражений войны за независимость США (горы Кингс), великих переселений и развития отдельных регионов. Также тропы признаны увековечить память о коренных народах Америки, погибших во время колонизации. Всего насчитывается 19 исторических троп:
| - Национальная историческая тропа Ала-Кахакай - Калифорнийская тропа - Чисапикская тропа капитана Джона Смита - Камино-Реал-де-лос-Техас - Камино-Реал-де-Тьерра-Адентро - Идитародская тропа - Национальная историческая тропа Хуана Баутисты де Анса - Национальная историческая тропа Льюиса и Кларка - Мормонская тропа - Национальная историческая тропа не-персе | - Старая испанская дорога - Орегонский путь - Национальная историческая тропа победы загорных жителей - Пони-экспресс - Тропа Санта-Фе - Марши от Сельмы до Монтгомери - Национальная историческая тропа звёздно-полосатого знамени - Дорога слёз - Революционная тропа Вашингтон — Рошамбо |

## Национальные связующие тропы
В 1990 году всего две тропы были признаны национальными связующими тропами и включены в акт: тропа Тиммс-Хилл, соединяющая Тропу ледникового периода с вершиной Тиммс-Хилл (высшая точка в штате Висконсин), и 86-мильная связующая тропа Энвик, которая соединяет Идитародскую тропу с деревней Энвик
- Тропа Тиммс-Хилл
- Связующая тропа Энвик

## Национальные геологические тропы
Первой национальной геологической тропой в 2009 году стала Национальная геологическая тропа наводнений эпохи ледникового периода, согласно Акту о сводном управлении национальными землями